# 133
133 рік — невисокосний рік, що почався в четвер за григоріанським календарем. 
Римська імперія •  Парфянське царство •  Кушанське царство •  Східна Хань •  Сармати

## Геополітична ситуація
Римську імперію очолює імператор Адріан (до 138). Імперія  займає Апеннінський, Піренейський та Балканський півострови, Галлію, частину Британії, Близький Схід, Північну Африку включно з Єгиптом. 
Наймогутніша держава центральної Азії — Парфянське царство. Наймогутніша держава Індостану — Кушанське царство. Династія Хань править у Китаї.  Корейський півострів ділять між собою Три корейські держави. 
Триває докласичний період цивілізації мая.
На території майбутньої України, в степах Причорномор'я, кочують сармати, північніше — племена Черняхівської культури.

## Події
- Римськими консулами були Марк Антоній Гібер та Публій Муммій Сісенна.
- Продовжувалося повстання Бар-Кохби в Юдеї. Повстанці розбили римське військо, послане на його придушення.
- Відбувалися зіткнення сянбійської та об'єднаної китайсько-хуннської армій.

## Народились

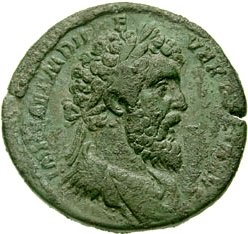
Профіль Дідія Юліана на монеті

- 30 січня — Дідій Юліан — римський імператор (28 березня — 1 червня 193).
- Гней Клавдій Север (консул 173)
- Афінагор Афінський — один з апологетів християнства.
- Цай Юн — китайський державний службовець, письменник, музика, каліграф та поет часів династії Хань.